# Bolsão de Demiansk
O Bolsão de Demiansk (em alemão:  Festung Demjansk ou Kessel von Demjansk; em russo:  Демя́нский котёл) foi um grupo de tropas alemãs cercadas pelo Exército Vermelho em torno da cidade de Demiansk, ao sul de Leningrado, como parte do teatro oriental da Segunda Guerra Mundial. O bolsão existiu de 8 de fevereiro a 21 de abril de 1942. Uma força muito menor foi cercada no Bolsão de Kholm, cerca de cem quilômetros para o sudoeste. Ambos bolsões foram resultado do recuo alemão após sua derrota durante a Batalha de Moscou.
A defesa bem sucedida de Demiansk, através do uso de uma ponte aérea, foi um desenvolvimento significativo na estratégia militar moderna. Seu sucesso levou o Alto Comando alemão a tentar a mesma tática durante a Batalha de Stalingrado, mas nessa ocasião ela não foi capaz de salvar o 6º Exército de Friedrich Paulus.

## Cerco
O cerco começou como a Operação Ofensiva de Demiansk, sendo sua primeira fase realizada de 7 de janeiro a 20 de maio de 1942, por iniciativa do tenente-general Pavel Kurochkin, comandante da Frente Noroeste. A intenção era romper a ligação entre as posições alemãs de Demiansk e a ferrovia Staraia Russa, que formava as linhas de comunicação do 16º Exército alemão. No entanto, devido ao muito difícil terreno arborizado e pantanoso, e à cobertura de neve pesada, o avanço inicial da frente foi muito modesto.
Em 8 de janeiro, os soviéticos iniciaram uma nova ofensiva, chamada Ofensiva Estratégica Rjev–Viazma. Ela incorporou o planejamento anterior da Frente Noroeste na Operação Ofensiva Toropets-Kholm, entre 9 de janeiro e 6 de fevereiro de 1942, que formou a pinça sul do ataque. Este, começando com a segunda fase da pinça norte, a Operação Ofensiva de Demiansk, entre 7 de janeiro e 20 de maio, cercou o 16º Exército do II Corpo de Exército alemão (Generaloberst Ernst Busch) e partes do X Corpo de Exército (General Christian Hansen) durante o inverno de 1941/1942.
As forças alemãs dentro do bolsão eram as 12ª, 30ª, 32ª, 123ª e 290ª divisões de infantaria, e a 3ª Divisão SS Totenkopf, bem como o Serviço de Trabalho do Reich, aOrdnungspolizei, a Organização Todt e outras unidades auxiliares, em um total de cerca de 90.000 tropas alemãs e cerca de 10.000 auxiliares. Seu comandante era o general Walter von Brockdorff-Ahlefeldt, comandante do II Corpo de Exército.

## Ofensivas da Frente Noroeste

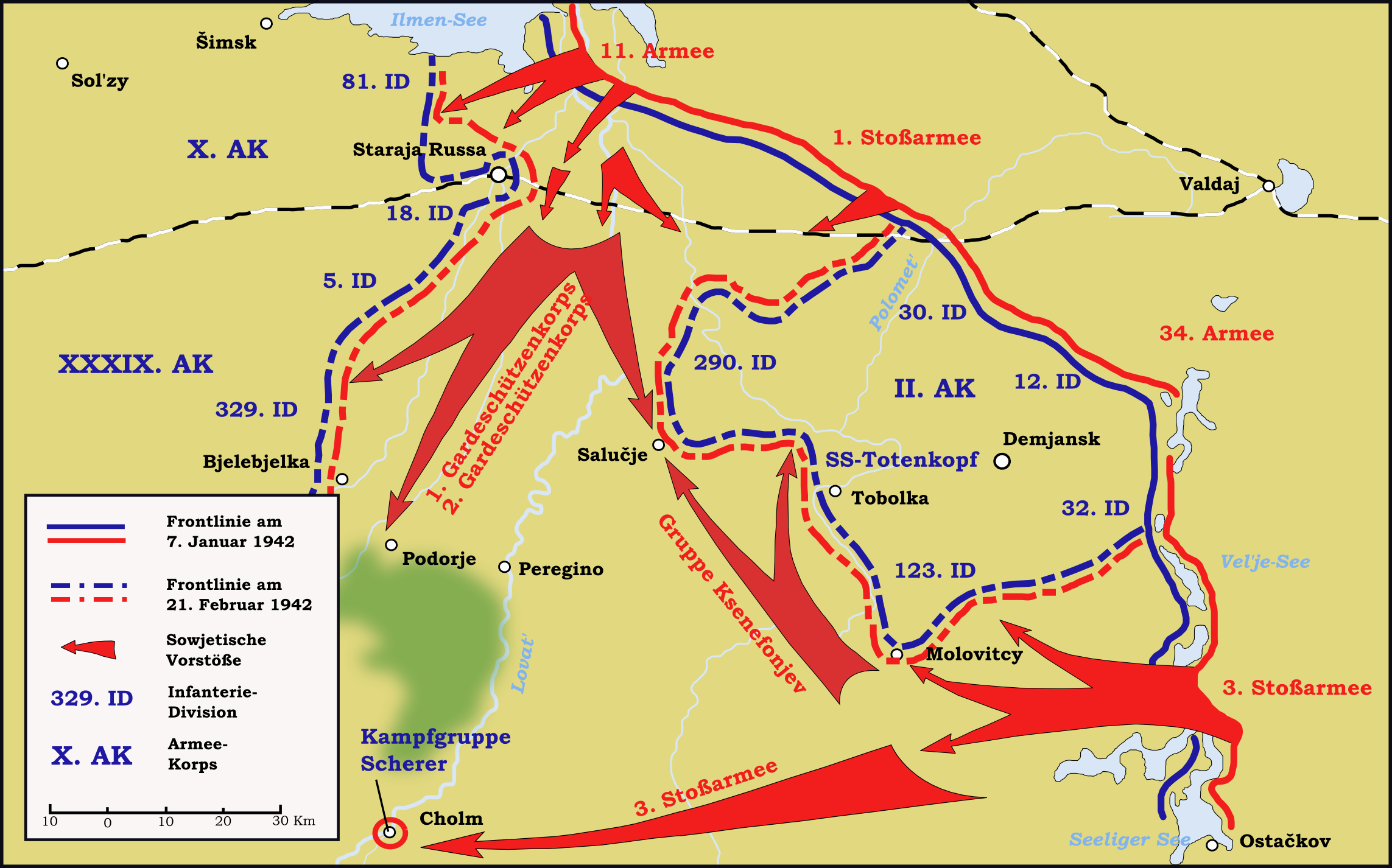
Ofensiva do Exército Vermelho ao sul do Lago Ilmen, de 7 de janeiro a 21 de fevereiro de 1942.

A intenção da ofensiva da Frente Noroeste era cercar todo o flanco norte das forças do 16º Exército, das quais o 2º Corpo do Exército era apenas uma pequena parte, e o comando soviético estava desesperado para manter a Frente em movimento mesmo após esse sucesso. A primeira investida foi feita pelo 11º Exército, o 1º Exército de Choque e os 1º e 2º corpos de Infantaria da Guarda, liberados para esta operação da reserva da Stavka. Um segundo impulso foi executado em 12 de fevereiro, pelos 3º e 4º exércitos de Choque, da Frente de Kalínin, com o plano adicional de atacar diretamente as forças alemãs cercadas, inserindo duas brigadas aéreas para apoiar o avanço do 34º Exército. A frente logo se instalou quando a ofensiva soviética se esgotou, devido a terrenos difíceis e mau tempo.
Depois de sor informado que as tropas no bolsão poderiam ter suas necessidades diárias (cerca de 300 toneladas de suprimentos) supridas pela Luftflotte 1, Adolf Hitler ordenou que as divisões cercadas mantivessem suas posições. O bolsão continha dois aeroportos viáveis em Demiansk e Peski, capazes de receber aviões de transporte. A partir de meados de fevereiro, o clima melhorou significativamente e, embora ainda houvesse uma considerável quantidade de neve no solo, as operações de reabastecimento geralmente eram muito bem-sucedidas devido à inatividade da Força Aérea Soviética na área. No entanto, a operação usou quase toda a capacidade de transporte da Luftflotte 1, bem como elementos da sua força de bombardeio.
Durante o inverno e a primavera, a Frente Noroeste lançou uma série de ataques ao "corredor de Ramushevo", que formava o tênue elo entre Demiansk e Staraya Russa, mas não conseguiu reduzir o bolsão.

## Evacuação
Em 21 de março de 1942, as forças alemãs sob o comando do general Walther von Seydlitz-Kurzbach tentaram manobrar através do "corredor Ramushevo". A resistência soviética no rio Lovat atrasou o ataque do II Corpo até 14 de abril. Nas semanas seguintes, esse corredor foi ampliado. Um grupo de batalha foi capaz de romper o cerco em 22 de abril, mas os combates levaram a pesadas baixas. Dos cerca de 100.000 homens originalmente no bolsão, cerca de 3.335 foram perdidos, e mais de 10.000 feridos.

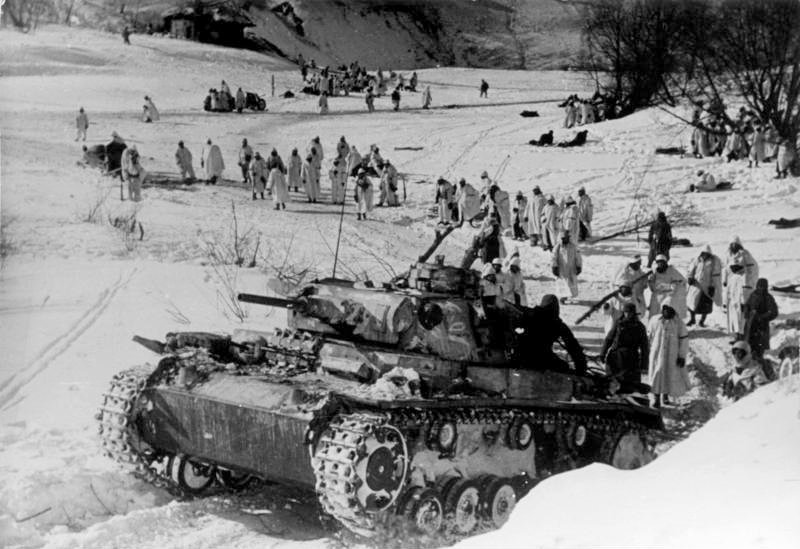
Forças alemãs perto de Demiansk, 21 de março de 1942

Entre a formação do bolsão no início de fevereiro e o abandono de Demiansk em maio, os dois bolsões (incluindo Kholm ) receberam 59.000 toneladas de suprimentos (tanto através de entrega terrestre e aérea), 31.000 tropas de reposição, e 36.000 feridos foram evacuados. Os suprimentos foram entregues por meio de mais de 100 voos por dia de aeronaves de transporte Junkers Ju 52. No entanto, o custo foi significativo. A Luftwaffe perdeu 265 aeronaves, incluindo 106 Junkers Ju 52, 17 Heinkel He 111 e duas aeronaves Junkers Ju 86. Além disso, 387 aviadores foram perdidos. Richard Overy argumenta que o transporte aéreo Demiansk foi uma vitória de Pirro, citando a perda de mais de 200 aeronaves e sua tripulação "quando a produção anual de transportes era de apenas 500; e tudo para salvar 90.000 soldados alemães, 64.000 dos quais estavam mortos, feridos ou muito doentes para o serviço" no fim do transporte aéreo.
A luta na área continuou até 28 de fevereiro de 1943. As forças soviéticas só retomaram Demiansk em 1 de março de 1943, com a retirada organizada das tropas alemãs.
O sucesso da Luftwaffe convenceu o Reichsmarschall Hermann Göring e Hitler de que eles poderiam realizar operações eficazes de transporte aéreo na frente oriental. Além disso, "confirmou Hitler em sua crença de que tropas cercadas deveriam necessariamente manter seu território. Depois que o 6º Exército alemão foi cercado na Batalha de Stalingrado, Hermann Göring convenceu Hitler a reabastecer as forças sitiadas por transporte aéreo até que um esforço de socorro pudesse alcançá-los; no entanto, a grande escala do esforço exigido em Stalingrado (calculado em 750 toneladas por dia) excedeu em muito as capacidades exauridas da Luftwaffe. O esforço aéreo em Stalingrado por fim falhou em entregar suprimentos suficientes, e os alemães estimaram que perderam 488 aviões e 1.000 combatentes para as Forças Aéreas Soviéticas, agora fortalecidas. Apesar do transporte aéreo de Stalingrado, o 6º Exército alemão, contando 300.000 soldados presos na cidade, teve que render-se em fevereiro de 1943, devido à sua condição física degradada, já que os suprimentos com alimentos, novas tropas, armas e munição não eram suficientes para derrotar as tropas soviéticas em Stalingrado. Na época da rendição, o 6º Exército alemão perdeu 100.000 soldados em Stalingrado, contando de novembro de 1942 até fevereiro de 1943.